# 劇場版 假面騎士Drive Surprise Future
《劇場版 假面騎士Drive Surprise Future》（日语：劇場版 仮面ライダードライブ サプライズ・フューチャー），是日本特攝節目《假面騎士Drive》的獨立劇場版。日本地區於2015年8月8日上映。
此外《超級戰隊系列》作品《手裏劍戰隊忍忍者》劇場版《手裏劍戰隊忍忍者 THE MOVIE 恐龍殿下的驚天忍法帖！》亦同步上映。
本作劇場版的口號為「最後究極的高潮！」、「未來、是否還有希望。假面騎士Drive、是導致人類滅亡的〈惡魔〉」。

## 本作特色
- 知名演員千葉真一的兒子新田真劍佑飾演本作中的反派角色「泊英志/假面騎士Dark Drive/惡路程式108」[1]。
- 本作繼《假面騎士×假面騎士 Fourze & OOO MOVIE大戰MEGA MAX》再次出現來自於未來登場的敵人。
- 本作首次出現更換變身腰帶而變身為復數騎士之一的主角騎士。
- 本作首次出現擁有屬於自己專屬座駕的反派騎士。
- 本作繼《劇場版 假面騎士555 消失的天堂》和《劇場版 假面騎士Wizard in Magic Land》後再次出現假面騎士被列為全民公敵的設定。
- 本作繼《劇場版 再見，假面騎士電王 Final Countdown》和《假面騎士×假面騎士 Fourze & OOO MOVIE大戰MEGA MAX》後再次出現於劇場版登場的未來假面騎士。
- 此外相隔《假面騎士Wizard》及《假面騎士鎧武》的獨立劇場版過後，再度讓續作的主角假面騎士先行登場，即是下一部系列作品《假面騎士Ghost》的主角假面騎士Ghost與其牛頓魂形態在本作先行登場[2]。
- 本作的時間點位於《假面騎士Drive》本篇第40-41話之間。

## 故事概要
為了保護市民，今日也變身成假面騎士Drive繼續戰鬥的泊進之介。突然，一位稱進之介為「父親」的青年在面前出現，他的名字叫泊英志。
來自未來的英志目的是為了警示父親，在2015年8月5日「腰帶先生」開始暴走，成為契機一年後惡路程式會征服世界。但接著「預言」真的說中了，「腰帶先生」發生異常並發動大規模的破壞行為，市民的英雄假面騎士Drive成為了全國通緝犯。
根據英志所說「腰帶先生」的系統本身就是克里姆‧施丹伯特為了毀滅人類而策劃的程式，進之介起初都無法相信，但在這危機的旋渦中從未來追踪英志，駕駛次世賽特朗的神秘戰士假面騎士Dark Drive出現！並以壓倒性的力量擊敗假面騎士Mach和假面騎士Chaser。前所未有的強大敵人，逼近中的最壞未來……一直以來，任何時候都一起戰鬥的搭檔成為了人類最大的威脅。剩下的路只有一條，唯有由自己對搭檔動手。
為了未來、守護人類，被逼著做出決斷的進之介終於親手把「腰帶先生」破壞了！但一切仍未結束，真正的陰謀，真正的戰鬥，從這一刻才開始............

## 故事背景＆用語
初代Drive Pit
原文：
克里姆‧施丹伯特生前最初開發原型賽特朗的據點基地，亦是作為收藏各式各類古老汽車的博物館。
「腰帶先生」為了紀念與泊進之介初時相識的日子，而計劃邀請對方於8月8日來臨參觀此地。
永遠的Global Freeze
原文：
有別於一般「重加速」；該現象其能力足以覆蓋全世界，達到至除悖論外使一切萬物完全靜止的效果。
在與悖論惡路程式的對決中進之介也因為該現象的緣故一度無法動彈，而在獲得未來的移速戰車“特殊型號”的能力後，也可在該現象之下仍可活動自如獲得與悖論惡路程式同等與其抗衡的力量。

## 登場人物

### 《假面騎士Drive》原登場人物
泊進之介（とまり・しんノすけ）（竹内涼真 飾）
假面騎士Drive和假面騎士超Dead Heat Drive的變身者。
隸屬警視廳特狀課的巡查，於撲滅惡路程式011的事件中因「腰帶先生」的機能失控，而導致附近工場設施受到嚴重性的破壞，此時出現自稱來至未來名為泊英志的青年，並受到假面騎士Dark Drive的襲擊而逃走後，卻被警方視作畏罪潛逃而成為了全國的通緝犯。
詩島剛（しじま・ごう）（稻葉友飾）
假面騎士Mach的變身者。
詩島霧子的親弟，與警視廳共同追捕泊進之介時卻因而捲入了惡鬥之中。
Chase（チェイス）（上遠野太洸飾）
假面騎士Chaser的變身者。
為了泊進之介被通緝之事獨自找上了Heart，從對方的情報當中懷疑事件可能與惡路程式108有關。
詩島霧子（しじま・きりこ）（內田理央飾）
警視廳的巡查，隸屬特狀課的女警，詩島剛的親姊。
亦是伴隨泊進之介的最大協力者。
克里姆‧施丹伯特／腰帶先生（クリム‧スタインベルト／ベルトさん）（Chris Peppler飾）
生前為開發Drive系統的科學家，現今成為了Drive驅動器的人工智能。
因蠻野天十郎暗中植入的晶片影響而機能變得異常失控，導致假面騎士Drive引發了大規模的破壞而被警方通緝。
本願寺純（ほんがんじ・じゅん）（片岡鶴太郎飾）
警視廳的警視，亦是特狀課的創立人兼課長。
澤神鈴奈（ざわかみ・りんな）（吉井怜飾）
電子物理研究學家，警視廳所外派至特狀課負責技術支援。
西城究（さいじょう・きゅう）（濱野謙太飾）
警視廳外派至特狀課，負責情報搜索的網絡研究家。
追田現八郎（おった・げんはちろう）（井俣太良飾）
警視廳搜查一課的警部補，與特狀課聯繫的特派成員。
Heart（ハート）（蕨野友也飾）
統領一眾惡路程式的幹部之一。
惡路程式002 / 心臟惡路程式所擬態的人類身份。
在Chase親臨談判時，表明今次事件並非自己所指使。
Brain（ブレン）（松島庄汰飾）
惡路程式的幹部之一。
惡路程式003 / 頭腦惡路程式所擬態的人類身份。
Medic（メディック）（馬場富美香飾）
惡路程式的幹部之一。
惡路程式009 / 醫師惡路程式所擬態的人類身份。

### 本作登場人物
泊英志/惡路程式108（とまり・エイジ/ロイミュード108）（真劍佑 飾）
假面騎士Dark Drive的變身者，泊進之介未來的兒子，口頭禪是「Start our mission」。
說明為了改變2035年被惡路程式統治的年代，而隻身穿越時空至2015年會見父親企圖阻止事件發生。
但事實英志本人經已在未來遭到惡路程式108殺害，現今所出現的正是由其所擬態。
真正目的為了借假面騎士Drive之手破壞工場設施，和捏造未來的事件騙取對方破壞腰帶後，再將現代被封印的惡路程式108復活並與之融合。
（有關惡路程式108的詳情請見下「本作登場怪人」一欄）
花咲未來（はなさき・みく）（筧美和子 飾）
現今藝能界當紅的偶像。
本來為宣傳警視廳的犯罪撲滅週而受邀擔任「一日警察署長」，但無法進行與假面騎士Drive合照的工作而感到苦惱。
古葉進次（こば・しんじ）（柳澤慎吾 飾）
警視廳的參事官，行事一切要以警察名譽為先的現實主義者。
因假面騎士Drive嚴重破壞工場設施而決定向其發出全國通緝令，即使了解事件背後的真相仍堅持否決除下指令。

### 《假面騎士Ghost》
天空寺尊(てんくうじ・タケル)（西銘駿聲演）
假面騎士Ghost的變身者。
幫助特狀課的成員以牛頓魂型態擊敗了未來型惡路程式。

## 本作限定登場假面騎士/形態

### 假面騎士Dark Drive
變身者：惡路程式108／泊英志（替身演員：岡田和也、CV：真劍佑）
原文： / Kamen Rider Dark Drive

#### 變身模式
| 型態名稱           | 簡介 | 外觀                                               | 能力 | 必殺技（非官方命名）                                                                 |
| type Next 次世型號 | 原文： 利用「Shift Next Special」移速戰車變身的形態 身高：199.5cm 體重：103kg 拳擊力：24t 踢擊力：40t 跳躍力：50m 行動速度：100m/0.446秒 | 全身以黑色、藍色及黃色為主，輪胎部位斜向設置於胸部 | 未來所開發的新型號戰鬥形態，綜合力量比任何舊式型號更為強化。 變身者亦可毋需以裝著形式操縱裝甲進行戰鬥。 | Dark Slash 移速手鐲按下按鈕「Igniter」後發動，短劍槍手凝聚能量後向敵人施以強力斬擊。 |

##### 交通工具
- 次世賽特朗

原文： / NexTridoron
假面騎士Drive及假面騎士Dark Drive的交通工具，現實中原形是梅賽德斯-賓士AMG GT。
未來開發的新型號賽特朗，同樣可以連接Drive驅動器的人工智能進行遙距操作，車身各部位能夠產生能量體砲台發射光束彈攻擊。

##### 專屬武裝
- 短劍槍手

原文： / Blade Gunner
假面騎士Dark Drive專用手槍及長劍型武器。
基本與破壞槍手相似，而手柄上方則增添長劍劍身以作近身戰鬥之用。

### 假面騎士超Dead Heat Drive
變身者：泊進之介（替身演員：高岩成二 / 竹內涼真、CV：竹內涼真）
原文： / Kamen Rider Super Dead Heat Drive

#### 變身模式
| 型態名稱 | 簡介 | 外觀                                                                                                   | 能力                                                                                 | 必殺技（非官方命名） |
| 通常形態 | 以Mach驅動炎使用道具「Tridoron Key」變身的形態 身高：199cm 體重：101kg 拳擊力：4t 踢擊力：5.6t 跳躍力：26m 行動速度：100m/6.5秒 | 全身以紅色、灰色和黑色為主，外表結合假面騎士Drive type Speed形態、假面騎士Protodrive及魔進追跡者的造型 | 使用「Tridoron Key」內藏的不完全數據資料所應急變身的形態，可催動高熱以提高戰鬥能力。 | Super Dead Heat Smash 所屬的騎士拳。Mach驅動炎掀起匣子「Frame Winguard」並將「Tridoron Key」接上至插槽「Signal Landing Panel」內，再按下「Boost Igniter」及將之蓋上後發動。催動高熱的力量集中於拳頭所使出的渾身一擊。 |

#### 輔助工具
- Tridoron Key

原文：
Drive驅動器的記憶晶片兼賽特朗的車鑰，儲存了從以前到現在的戰鬥數據和「腰帶先生」所有的記憶資料。
使用性質與移速戰車及信號摩托相同，接入Mach驅動器內作變身的USB型工具。

##### 交通工具
- 原型賽特朗

原文： / Proto Tridoron
賽特朗前身的舊式型號，分別在於沒有任何形態變化的機能，只具備車身受到破壞時彈射駕駛艙成為小車作逃生的設計。

### 假面騎士Drive
變身者：泊進之介（替身演員：高岩成二、CV：竹內涼真）
原文： / Kamen Rider Drive

#### 變身模式
| 型態名稱              | 簡介 | 外觀                                                                 | 能力 | 必殺技 |
| type Special 特殊型號 | 原文： 利用「Shift Next Special」移速戰車變身的形態 身高：199.5cm 體重：108kg 拳擊力：24t 踢擊力：40t 跳躍力：50m 行動速度：100m/0.446秒 | 全身以黑色、黃色及藍色為主。輪胎部位斜向設置於胸部，顏色為紅色及黑色 | 借用未來開發的移速戰車變身的形態，力量比任何舊有的形態更為提升。 可使用舊有任何與Drive系統有關的假面騎士的武器，在悖論惡路程式發動的「永遠的Global Freeze」現象之下仍可活動自如。 | Speed Drop．type Special 原文： 所屬的的騎士踢。移速手鐲按下按鈕「Igniter」並推下手柄後發動。次世賽特朗半空向目標範圍極速行駛而形成圓形能量罩作出拘束，再向目標施下全力的踢擊。 |

##### 交通工具
- 次世賽特朗

原文： / NexTridoron

## 本作登場怪人
- 惡路程式108（CV：小山力也）

原文：
惡路程式類型：蜘蛛型
人類身份：泊英志
本來作為惡路程式中的失敗之作而被封印於工場設施內，直至2035年後卻自行甦醒。
先是殺害及擬態泊英志和奪取他的Drive驅動器，回到2015年使計借助失控的「腰帶先生」破壞工場，將正在封印的惡路程式108復活後與其融合並進化。
- 悖論惡路程式

原文： / Paradox Roidmude
由未來2035年與現代2015年兩者的惡路程式108融合後進化的形態。
所發動別稱為「永遠的Global Freeze」的「重加速」足以覆蓋全世界，達至除悖論外使一切萬物完全靜止的效果。
於《假面騎士ZI-O》第44-45話再度登場；藉由斯瓦魯茲獲得另類Decade的能力從另類世界召喚，擬態成時劫者歐拉的樣貌變身成另類Drive在最後被莊吾擊敗並破壞核心死亡。
- 未來型惡路程式

原文：
來自未來的惡路程式，與一般不同的是並無任何編號，而引用「---」符號作標示。
戰鬥力方面比起舊有的更強，和使用未來所開發的移速戰車作為核心，靠寄宿於不同類別的汽車來構造身體。

## 本作登場移速戰車（Shift Car）
| 英文名稱           | 日文名稱 | 中文名稱     | 使用類別 | 汽車類型 | 能力                        | 備註                                                                          |
| ------------------ | -------- | ------------ | -------- | -------- | --------------------------- | ----------------------------------------------------------------------------- |
| Shift Next Special |          | 移速次世特殊 | 形態變身 | 跑車     | 未來開發的新型Drive裝著系統 | 假面騎士Dark Drive用作变身形态type Next 假面騎士Drive用作变身形态type Special |
| Next Hunter        |          | 次世獵人     | 其他     | 警察車   | 憑依於對應車種並將之控制    | 未來型惡路程式的核心                                                          |
| Next Deco Traveler |          | 次世暴走旅者 | 其他     | 暴走卡車 | 憑依於對應車種並將之控制    | 未來型惡路程式的核心                                                          |
| Next Builder       |          | 次世建築師   | 其他     | 工程車   | 憑依於對應車種並將之控制    | 未來型惡路程式的核心                                                          |

## 曲目

### 主題曲
「re-ray」
- 作詞・作曲：松岡充
- 編曲：tatsuo、鳴瀬シュウヘイ
- 演唱：Mitsuru Matsuoka EARNEST DRIVE

### 插入曲
「SURPRISE-DRIVE」
- 作詞：藤林聖子
- 作曲・編曲：tatsuo
- 演唱：Mitsuru Matsuoka EARNEST DRIVE

## 其他相關放映

### 《電影上映記念！1分鐘故事》
原題：
朝日電視台於2015年7月19日劇集本編第38話開始，在結尾部份播出共四集的一分鐘短劇。
故事描述2035年泊英志被假面騎士Dark Drive追擊同時，亦一邊設法到達2015年。
| 話數 | 主題 | 中文主題                    | 播放日期      |
| ---- | ---- | --------------------------- | ------------- |
| 1/4  |      | 克里姆‧施丹伯特的真意是什麼 | 2015年7月19日 |
| 2/4  |      | 2035年的未來是怎樣的世界    | 2015年7月26日 |
| 3/4  |      | 是誰開通了時間的道路        | 2015年8月2日  |
| 4/4  |      | 泊英志到達了什麼時代        | 2015年8月9日  |

### 映像商品化
- 《劇場版 假面騎士Drive Surprise Future》通常版（2016年1月6日發行）
  - 電影本編 Blu-ray
  - 映像特典 DVD
    - 特報・電影預告編

- 《劇場版 假面騎士Drive Surprise Future》珍藏版（2016年1月6日發行）
  - 電影本編 Blu-ray / DVD
  - 映像特典 Blu-ray / DVD
    - 製作發表記者會
    - 完成披露活動
    - 完成披露上映舞台見面會
    - 公開初日舞台見面會
    - 電視廣告集
    - 資料檔案
    - 相片集

  - 初回限定特典
    - 特製封包裝

### 電視影集
- 《假面騎士ZI-O》

悖論惡路程式 第44-45話登場。

## 演員
- 泊進之介 / 假面騎士Drive / 假面騎士超Dead Heat Drive - 竹內涼真 飾/聲
- 詩島剛 / 假面騎士Mach - 稻葉友 飾/聲
- Chase / 假面騎士Chaser - 上遠野太洸 飾/聲
- 詩島霧子 - 內田理央 飾
- 克里姆‧施丹伯特 / 腰帶先生（Drive驅動器）、惡路程式004（人類形態） - Chris Peppler（日语：クリス・ペプラー） 飾/聲
- 泊英志、惡路程式108（人類形態）/ 假面騎士Dark Drive - 真劍佑 飾/聲
- 花咲未来 - 筧美和子 飾
- 古葉進次 - 柳澤慎吾 飾
- 本願寺純 - 片岡鶴太郎 飾
- 澤神鈴奈 - 吉井怜 飾
- 西城究 - 濱野謙太 飾
- 追田現八郎 - 井俣太良 飾
- Heart - 蕨野友也 飾
- Brain - 松島庄汰 飾
- Medic - 馬場富美香 飾
- 貨車司機、未來型惡路程式（人類形態） - 塚地武雅（Drunk Dragon（日语：ドランクドラゴン））、 高橋健一（日语：高橋健一 (お笑い芸人)）（King of Comedy（日语：キングオブコメディ）） 飾/聲
- 花咲未来經紀人 - 加藤泰平（日语：加藤泰平） 飾

## 聲音演出
- 惡路程式108 / 悖論惡路程式 - 小山力也
- 假面騎士Ghost（天空寺尊） - 西銘駿

## 皮套演出
- 假面騎士Drive - 高岩成二（日语：高岩成二)）
- 假面騎士Mach - 渡邊淳（日语：渡辺淳 (俳優)）
- 假面騎士Chaser - 今井靖彥（日语：今井靖彦）
- 假面騎士Dark Drive - 岡田和也（日语：岡田和也 (俳優)）
- 縄田雄哉（日语：縄田雄哉）
- 佐藤太輔（日语：佐藤太輔)）
- 喜多川2tom
- 渡邊實（日语：渡辺実）
- 渡邊昌宏
- 大林勝（日语：大林勝）
- 小倉敏博（日语：おぐらとしひろ）
- 村井亮
- 大岩劍也（日语：大岩剣也）
- 内川仁朗（日语：内川仁朗）
- 神前元（日语：神前元）
- 寺本翔悟
- 北村海
- 井口尚哉
- 榮男樹
- 勝呂學
- 田中領
- 田中慶
- 御前伸幸
- 寒川祥吾
- 隈本秋生
- 松岡千尋
- 關谷健利
- 草野伸介
- 松本直也
- 藍田將太
- 上平田結花

## 製作人員
- 原作 - 石之森章太郎
- 製作 - 鈴木武幸（日语：鈴木武幸）（東映）、平城隆司（日语：平城隆司）（tv asahi）、高木勝裕（TOEI ANIMATION）、間宮登良松（TOEI VIDEO（日语：東映ビデオ））、高木智悌（ADK）、松田英史（TOEI ADVERTISING（日语：東映エージエンシー））、垰義孝（萬代）
- 企劃 - 白倉伸一郎（日语：白倉伸一郎）（東映）、林雄一郎（tv asahi）、鷲尾天（日语：鷲尾天）（TOEI ANIMATION）、加藤和夫（TOEI VIDEO）、波多野淳一（ADK）、正田和樹（TOEI ADVERTISING）、小野口征（萬代）
- 監製 - 小野寺章（石森プロ）
- 執行製作人 - 佐佐木基（日语：佐々木基）（tv asahi）
- 製作人 - 大森敬仁（日语：大森敬仁）、望月卓（東映）、菅野亞由美（tv asahi）
- 劇本 - 三條陸
- 配樂 - 鳴瀨シュウヘイ（日语：鳴瀬シュウヘイ）、中川幸太郎
- 攝影 - 倉田幸治
- 照明 - 斗澤秀
- 美術 - 大嶋修一（日语：大嶋修一）
- 錄音 - 堀江二郎
- 編集 - 須永弘志（日语：須永弘志）
- 整音 - 曾我薫
- 助理編導 - 茶谷和行、塩川純平、浦弘之、齊藤崇浩
- 編劇 - 涉谷康子
- 製作擔當 - 中島嘉隆
- 製作統籌 - 道木廣志（日语：道木広志）
- B攝影 - 宮崎悟郎
- FO - 古谷津實海
- 人物設計 - 田嶋秀樹、伊佐野妙子（石森プロ）、小林大佑、藤卷卓也（PLEX）
- 生物設計 - 竹谷隆之（日语：竹谷隆之）、桂正和
- 製作人候補 - 小高史織（東映）
- 製作統籌候補 - 下前明弘
- 制作事務部 - 宮地みどり
- 製作應援 - 千葉耕蔵
- 音響效果 - 大野義彦（大泉音映）
- 特攝導演 - 佛田洋（日语：佛田洋）（特攝研究所（日语：特撮研究所））
- 動作指導 - 石垣廣文（日语：石垣広文）（JAE）
- 假面騎士Ghost製作人員

- 製作人協力 - 高橋一浩
- 動作指導 - 宮崎剛（JAE）
- 演出協力 - 諸田敏

- 製作生產 - TOEI TV Production
- 發行 - 東映
- 製作單位 - 「Drive・忍忍者」製作委員會（東映、tv asahi、TOEI ANIMATION、TOEI VIDEO、ADK、TOEI ADVERTISING,LTD.、萬代）
- 導演 - 柴崎貴行（日语：柴崎貴行）

## 外部連結
- 官方網站（日語）